# Hệ thống vệ tinh định vị toàn cầu
Hệ thống vệ tinh định vị toàn cầu (tiếng Anh: Global Navigation Satellite System - GNSS) là tên dùng chung cho các hệ thống định vị toàn cầu sử dụng vệ tinh như GPS (Hoa Kỳ), Hệ thống định vị Galileo (Liên minh châu Âu) và GLONASS (Liên bang Nga) và Hệ thống định vị Bắc Đẩu (Trung Quốc) và NavIC (tên hoạt động của IRNSS) (Ấn Độ).